# Colina (Tulcea)
Colina (antiguamente Caraibil) es una localidad rumana de la comuna de Murighiol, en el condado de Tulcea.

## Toponimia
El nombre antiguo del lugar puede encontrarse escrito como Caraibil. En 1964 pasó a llamarse Colina.

## Historia
Hacia comienzos del siglo XX la localidad, que ya por entonces pertenecía al condado de Tulcea, formaba parte de la comuna de Sari-Nasuf y tenía contabilizada una población de 379 habitantes, todos tártaros.
En la segunda mitad del siglo XX la localidad había pasado a pertenecer a la comuna de Murighiol. En el censo de 2021 la localidad tenía una población de 114 habitantes.